# IT.Branschen
IT.Branschen var en affärstidning för dem som arbetar med försäljning av IT-produkter och IT-tjänster. Den vände sig till en målgrupp som verkar professionellt inom den svenska IT-världen; återförsäljare, distributörer och tillverkare.
Tidningen grundades 1996 och gavs ut av det internationella IT-förlaget International Data Group, IDG, som står bakom en lång rad IT-relaterade tidningar och webbplatser i Sverige, bland annat Computer Sweden. IT.Branschen kom ut med 9 nummer per år med en upplaga på 12 000 exemplar. Den är numera nedlagd som egen tidning och har gått upp i den digitala upplagan av Computer Sweden. 